# Фаминцын, Андрей Егорович
Андрей Егорович (Георгиевич) Фаминцын (1714—1787) — русский военный деятель, генерал-майор (1763), директор московского Генерального госпиталя.

## Биография
Родился в 1714 году. Выходец из дворянского рода Фаминцыных (первоначально носили фамилию Томас и принадлежали к шотландскому клану Мактомас, подробнее см. в статье о роде). На военную службу поступил в 1731 году, в Лейб-гвардии Преображенский полк, где служил вплоть до 1758 года, и откуда был уволен в отставку по болезни в чине капитана гвардии.
В 1761 году вновь поступил на службу армейским полковником. В 1763 году был произведён в генерал-майоры и назначен директором московского Генерального госпиталя. Прослужил на этой должности более 20 лет.
В 1785 году вышел в отставку и два года спустя скончался.

## Семья
Супруга —  Аграфена Алексеевна Зыбина (1716—1802), дочь президента Берг-коллегии (в 1726—1731 годах) действительного статского советника Алексея Кирилловича Зыбина и его супруги Марии Васильевны, урождённой княжны Юсуповой.
Сыновья:
- Фаминцын, Егор Андреевич (1736—1822) — действительный статский советник.
- Фаминцын, Сергей Андреевич (1747—1819) — генерал-поручик, кавалер ордена Святого Георгия 3-й степени (за сражение при Мачине).